# The Stone Roses (álbum)
The Stone Roses es el álbum debut de la banda británica Stone Roses. Fue lanzado el 2 de mayo de 1989 y ha sido catalogado a menudo como uno de los mejores álbumes británicos de la historia por varias publicaciones especializadas.
El álbum, estableció a los Stone Roses como una de las bandas más importantes de la escena musical del Reino Unido en ese entonces, siendo considerado además como una de las mayores influencias del Britpop, que dominó la música alternativa británica durante mediados de los años 1990.
A la fecha el álbum ha vendido más de 4 millones de copias en todo el mundo.

## Canciones
- Todas las canciones escritas por Ian Brown y John Squire.

### En lanzamiento de 1989 en el Reino Unido
1. "I Wanna Be Adored" - 4.52
2. "She Bangs The Drums" - 3.42
3. "Waterfall" - 4.37
4. "Don't Stop" - 5.17
5. "Bye Bye Badman" - 4.00
6. "Elizabeth My Dear" - 0.59
7. "(Song For My) Sugar Spun Sister" - 3.25
8. "Made Of Stone" - 4.10
9. "Shoot You Down" - 4.10
10. "This Is the One" - 4.58
11. "I Am The Resurrection" - 8.12

### En lanzamiento de 1989 en Estados Unidos
1. "I Wanna Be Adored" - 4.52
2. "She Bangs The Drums" - 3.42
3. "Elephant Stone" - 3.01
4. "Waterfall" - 4.37
5. "Don't Stop" - 5.17
6. "Bye Bye Badman" - 4.00
7. "Elizabeth My Dear" - 0.59
8. "(Song For My) Sugar Spun Sister" - 3.25
9. "Made Of Stone" - 4.10
10. "Shoot You Down" - 4.10
11. "This Is the One" - 4.58
12. "I Am The Resurrection" - 8.12
13. "Fools Gold" - 9.55

### Lanzamiento Aniversario de los 10 Años (1999)
Disco Uno
1. "I Wanna Be Adored" - 4.52
2. "She Bangs The Drums" - 3.42
3. "Waterfall" - 4.37
4. "Don't Stop" - 5.17
5. "Bye Bye Badman" - 4.00
6. "Elizabeth My Dear" - 0.59
7. "(Song For My) Sugar Spun Sister" - 3.25
8. "Made Of Stone" - 4.10
9. "Shoot You Down" - 4.10
10. "This Is the One" - 4.58
11. "I Am The Resurrection" - 8.12

Disco Dos
1. "Fools Gold" – 9:53
2. "What The World Is Waiting For" – 3:55
3. "Elephant Stone" – 4:48
4. "Where Angels Play" – 4:15

## Listas de éxito
Álbum
| Año  | Lista           | Posición |
| ---- | --------------- | -------- |
| 1989 | UK Album Charts | 19       |
| 1990 | Billboard 200   | 86       |
| 1995 | UK Album Charts | 23       |
| 2004 | UK Album Charts | 9        |
| 2009 | UK Album Charts | 5        |

Sencillos
| Año  | Sencillo                                        | Lista                               | Posición |
| ---- | ----------------------------------------------- | ----------------------------------- | -------- |
| 1989 | "She Bangs the Drums"                           | UK Singles Chart                    | 36       |
| 1989 | "She Bangs the Drums"                           | Billboard Modern Rock Tracks        | 9        |
| 1989 | "I Wanna Be Adored"                             | Billboard Modern Rock Tracks        | 18       |
| 1989 | "What the World Is Waiting For" / "Fool's Gold" | UK Singles Chart                    | 8        |
| 1990 | "Elephant Stone"                                | UK Singles Chart                    | 8        |
| 1990 | "Made of Stone"                                 | UK Singles Chart                    | 20       |
| 1990 | "Elephant Stone"                                | UK Singles Chart                    | 34       |
| 1990 | "Fool's Gold"                                   | Billboard Hot Dance Music/Club Play | 27       |
| 1990 | "One Love"                                      | UK Singles Chart                    | 4        |
| 1990 | "Fool's Gold"                                   | Billboard Modern Rock Tracks        | 5        |
| 1990 | "What the World Is Waiting For" / "Fool's Gold" | UK Singles Chart                    | 22       |
| 1991 | "I Wanna Be Adored"                             | UK Singles Chart                    | 20       |
| 1992 | "Waterfall"                                     | UK Singles Chart                    | 27       |
| 1992 | "I Am the Resurrection"                         | UK Singles Chart                    | 33       |
| 1995 | "Fool's Gold"                                   | UK Singles Chart                    | 25       |

## Músicos
- Ian Brown - voz principal y coros, percusiones
- John Squire - guitarras y coros
- Gary Mounfield - bajo
- Alan Wren - batería, piano, sampler y coros